# Leptostylus xanthopygus
Leptostylus xanthopygus är en skalbaggsart som beskrevs av Bates 1880. Leptostylus xanthopygus ingår i släktet Leptostylus och familjen långhorningar.
Artens utbredningsområde är Nicaragua. Inga underarter finns listade i Catalogue of Life.